# 小行星9342
小行星9342（9342 Carygrant）是一颗绕太阳运转的小行星，为主小行星带小行星。该小行星于1991年8月6日发现。

## 轨道参数
小行星9342的轨道半长轴为2.2872355 UA，离心率为0.173。